# Don Lemon

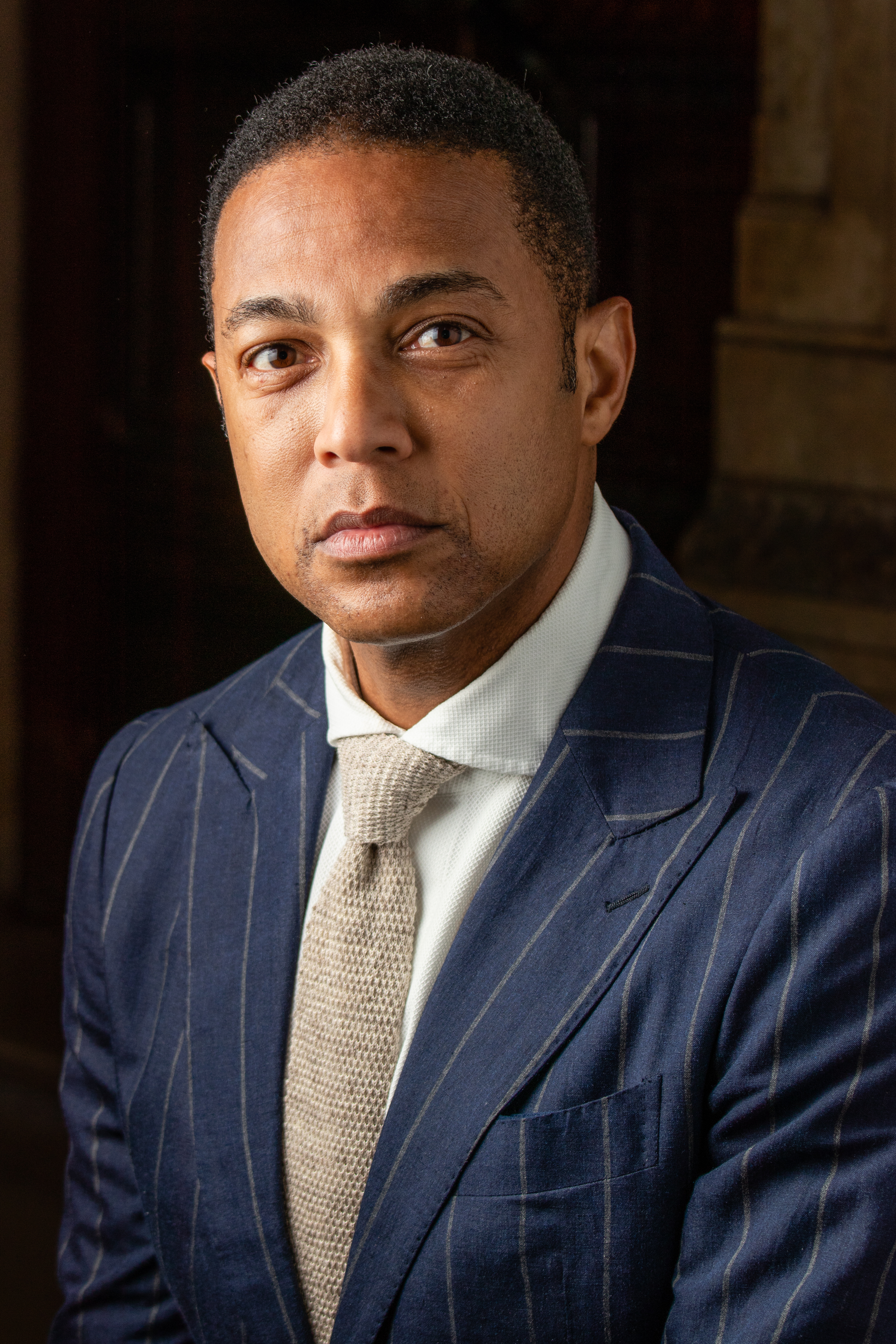
Don Lemon (2018)

Donald Carlton Lemon (* 1. März 1966 in Baton Rouge, Louisiana) ist ein amerikanischer Fernsehjournalist. Er war Moderator und Anchor der CNN-Sendung Don Lemon Tonight.

## Ausbildung
Lemon wuchs in East Baton Rouge Parish auf und besuchte die Louisiana State University. Nach einem Wechsel an das Brooklyn College in Brooklyn, New York, erwarb er einen Bachelorgrad in Rundfunk-Journalismus. Während seines Studiums arbeitete er als Redaktionsassistent bei dem Fernsehsender WNYW in New York City.

## Arbeit als Journalist
Lemon begann seine Berufskarriere als Wochenend-Anchor für die Lokalsender WBRC in Birmingham, Alabama und WCAU in Philadelphia, Pennsylvania sowie als Anchor und Reporter für KTVI in St. Louis. Später arbeitete er als Reporter für NBC in New York City unter anderem für die Nachrichten Programme Today und NBC Nightly News und trat als Anchor am Wochenende für Today und dem Nachrichtensender MSNBC. In 2003 wechselte er zu Station WMAQ-TV in Chicago, wo er ebenfalls als Reporter und Nachrichten-Anchor arbeitete.
Von 2006 bis 2023 war Lemon bei CNN tätig, zunächst als Wochenend-Anchor und Korrespondent in Atlanta. Von 2014 bis 2023 moderierte er vom New Yorker Studio die Abendsendung CNN tonight. Am 24. April 2023 verkündete Lemon auf Twitter, dass sich CNN von ihm getrennt habe, kurz darauf bestätigte das sein Arbeitgeber CNN.
Am 9. Januar 2024 kündigte Lemon eine eigens produzierte Show an, deren Episoden auf unterschiedlichen Plattformen, jedoch zunächst exklusiv auf X zu sehen seien, welches er als the biggest space for free speech in the world (den größten Treffpunkt für Meinungsfreiheit in der Welt) bezeichnete. Nach Aufzeichnung eines Interviews mit Elon Musk für die erste Episode der Sendung kündigte Elon Musk laut Aussage von Lemon die Zusammenarbeit auf, woraufhin die Verbreitung der Sendung auf X noch vor Ausstrahlung der ersten Episode abgesagt wurde.

## Weitere Aktivitäten
Lemon veröffentlichte 2011 ein Buch über seine Karriere als Journalist.  Ausgehend von Black Live Matter-Protesten im Sommer 2020 und den folgenden Diskussionen um Rassismus und die  Diskriminierung der Afroamerikaner begann Lemon einen Podcast mit dem Titel Silence is Not an Option über die Beziehung Schwarzer und Weißer in den USA. Sein 2021 erschienene Buch This Is the Fire widmet sich dem gleichen Thema anhand historischer Ereignisse und persönlicher Erfahrung. Der Titel bezieht sich auf The Fire Next Time von James Baldwin.

## Persönliches
In seinem ersten Buch outete er sich öffentlich als schwul und thematisierte, als Junge sexuell missbraucht worden zu sein. Über diesen Missbrauch hatte er bereits im September 2010 während eines Live-Interviews mit Anhängern des Geistlichen Eddie Long gesprochen, der verdächtigt wurde, Jugendliche seiner Gemeinde missbraucht zu haben. Im April 2019 verlobte sich Lemon mit seinem Partner Tim Malone, einem New Yorker Immobilienmakler. Sie heirateten im April 2024. Das Paar lebt in New York City.

## Ehrungen
Lemon erhielt einen Emmy Award für einen Bericht über den Immobilienmarkt in Chicago. Für die Berichterstattung über den Beltway-Sniper-Fall erhielt er den Edward R. Murrow Award der Radio-Television News Directors Association. 2017 wurde er von GLAAD mit dem Davidson/Valentini Award für die Förderung der Rechte der LGBTQ-Gemeinschaft ausgezeichnet.

## Werke
- Don Lemon: Transparent. Farrah Gray Publishing, Inc., 2011, ISBN 978-0-9827027-8-9.
- Don Lemon: This Is the Fire: What I Say to My Friends About Racism. Little, Brown and Company, 2021, ISBN 978-0-316-25757-2.
- Don Lemon: I Once Was Lost: My Search for God in America. Little, Brown and Company, 2024, ISBN 978-0-316-56769-5.